# Britt's Beestenbende
Britt's Beestenbende is een Nederlands televisieprogramma voor kinderen dat uitgezonden werd door AVROTROS tijdens het NPO Zappblok op NPO 3. De presentatie van het programma was in handen van Britt Dekker, waar tevens het programmanaam vanaf stamt.

## Format
In het programma nemen twee teams, onder leiding van presentatrice Britt Dekker, het tegen elkaar op. De teams bestaan elk uit twee bekende Nederlanders; het ene team wordt aangevoerd door Défano Holwijn en de ander door Tim Douwsma, de overige kandidaten verschillen per aflevering. De teams krijgen verschillende rondes waarin ze tegen elkaar moeten strijden.
Tijdens de eerste ronde worden er meerkeuze vragen gesteld die alle betrekking hebben op dieren, voor elk goed antwoord krijgt een team twee punten. In de tweede ronde gaat elk team om de beurt met hun hoofden in een kartonnen muur waarop een dier is afgebeeld, de kandidaten moeten door middel van vragen te stellen erachter zien te komen welk dier ze zijn. In de derde ronde moeten de kandidaten binnen een bepaalde tijd zoveel mogelijk dieren uitbeelden, een iemand van het team beeld uit en de ander moet het dier raden.
Vervolgens is de finale. In de finale worden de twee teams gesplitst; van elk team staat een kandidaat bij Dekker aan de desk om een vraag te beantwoorden, de kandidaat die als eerst drukt en het goede antwoord geeft mag onder de slangenrij gaan staan. Wordt een vraag fout beantwoord mag de tegenpartij onder de slangenrij gaan staan. De verschillende slangen gaan in 30 seconden tijd om de beurt slijm spugen en het is de bedoeling zoveel mogelijk slijm op te vangen met een emmer.  Het team dat de meeste punten met de eerdere spelrondes heeft behaald begint de finale met al een extra laag slijm in de emmer. Het team dat het meeste slijm opvangt, wint de aflevering.

## Afleveringsoverzicht

### Seizoen 1 (2019)
| Afl. | Uitzenddatum      | Team              | Team                  |
| Afl. | Uitzenddatum      | Défano Holwijn    | Tim Douwsma           |
| ---- | ----------------- | ----------------- | --------------------- |
| 1    | 31 augustus 2019  | Tess Milne        | Mattie Valk           |
| 2    | 7 september 2019  | Stijn Fransen     | Ryanne van Dorst      |
| 3    | 14 september 2019 | Keizer            | Teske de Schepper     |
| 4    | 21 september 2019 | Frank Dane        | Sterre van Woudenberg |
| 5    | 28 september 2019 | Dee van der Zeeuw | Buddy Vedder          |
| 6    | 5 oktober 2019    | Dennis Weening    | Rachel Rosier         |
| 7    | 12 oktober 2019   | Barry Paf         | Klaas van der Eerden  |
| 8    | 19 oktober 2019   | Tommie Christiaan | Stephanie van Eer     |
| 9    | 26 oktober 2019   | Marije Zuurveld   | Patrick Martens       |
| 10   | 2 november 2019   | Kees Tol          | Pip Pellens           |

### Seizoen 2 (2020)
| Afl. | Uitzenddatum     | Team                | Team             |
| Afl. | Uitzenddatum     | Défano Holwijn      | Tim Douwsma      |
| ---- | ---------------- | ------------------- | ---------------- |
| 1    | 11 januari 2020  | Fajah Lourens       | Rutger Vink      |
| 2    | 18 januari 2020  | Mascha Feoktistova  | Jan Versteegh    |
| 3    | 25 januari 2020  | Tatum Dagelet       | Milan Knol       |
| 4    | 1 februari 2020  | Klaas van Kruistum  | Geraldine Kemper |
| 5    | 8 februari 2020  | Thomas van Grinsven | Dionne Slagter   |
| 6    | 15 februari 2020 | Rick Brandsteder    | Sterre Koning    |
| 7    | 22 februari 2020 | Shelly Sterk        | Igmar Felicia    |
| 8    | 29 februari 2020 | Rijk Hofman         | Iris Enthoven    |
| 9    | 7 maart 2020     | Tim Haars           | Nina Warink      |
| 10   | 14 maart 2020    | Tim Senders         | Quinty Misiedjan |